# Zavod
Zavod (russisk: Завод) er en russisk spillefilm fra 2019 af Jurij Bykov.

## Medvirkende
- Denis Sjvedov som Sedoj
- Andrej Smoljakov som Konstantin Kalugin
- Vladislav Abasjin som Tuman
- Ivan Yankovskij som Vladimir
- Aleksandr Bukharov som Terekhov